# Solec (Warszawa)

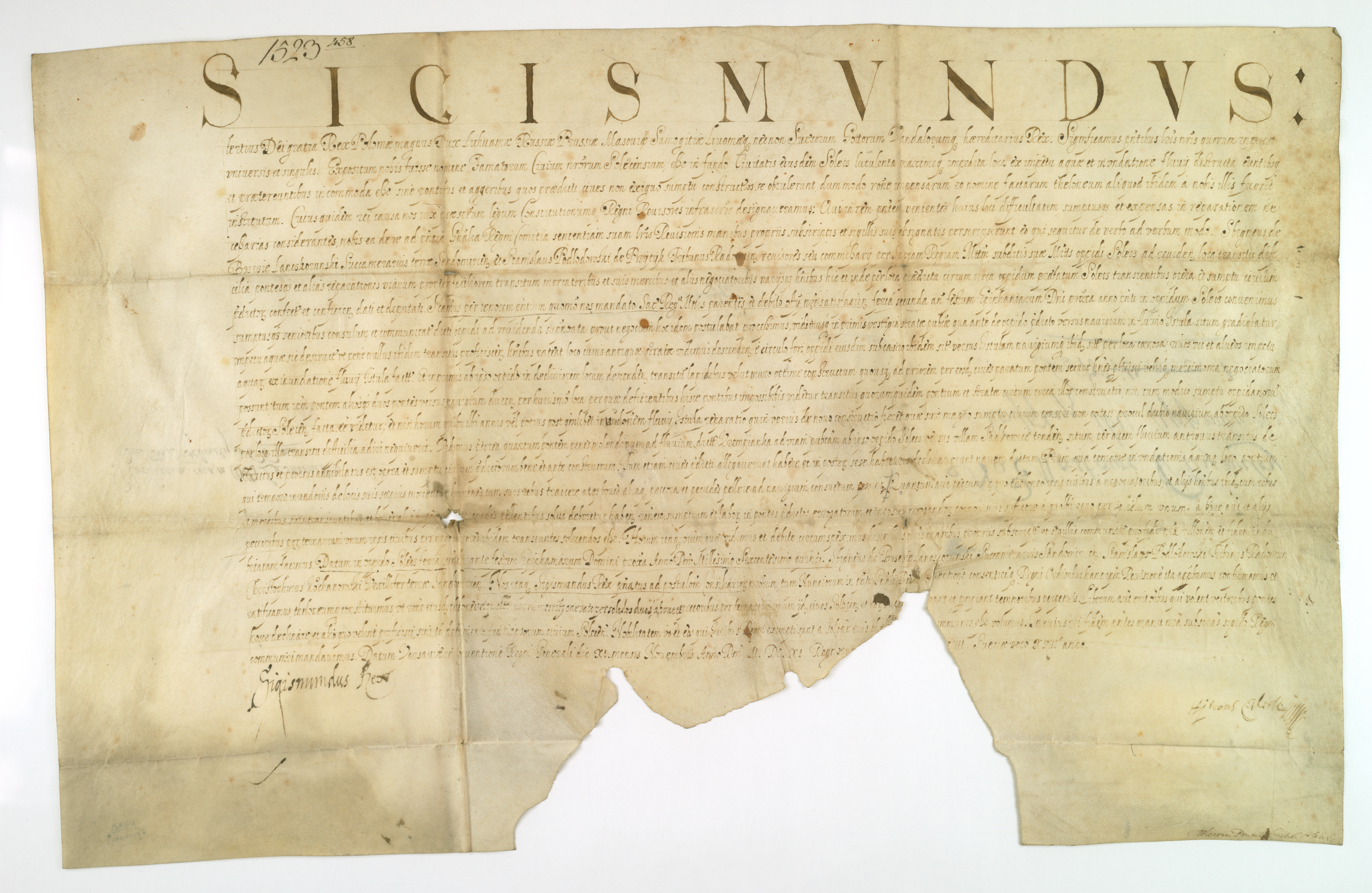
Zygmunt III Waza, król polski, zatwierdza orzeczenie rewizorów wysłanych do miasta Solca dla ustalenia szkód wyrządzonych przez powódź i nadaje miastu mostowe

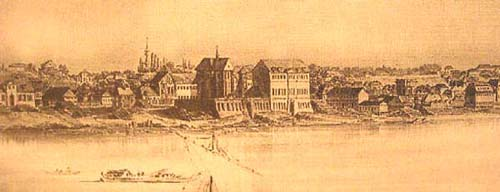
Panorama Solca w pocz. XIX w.

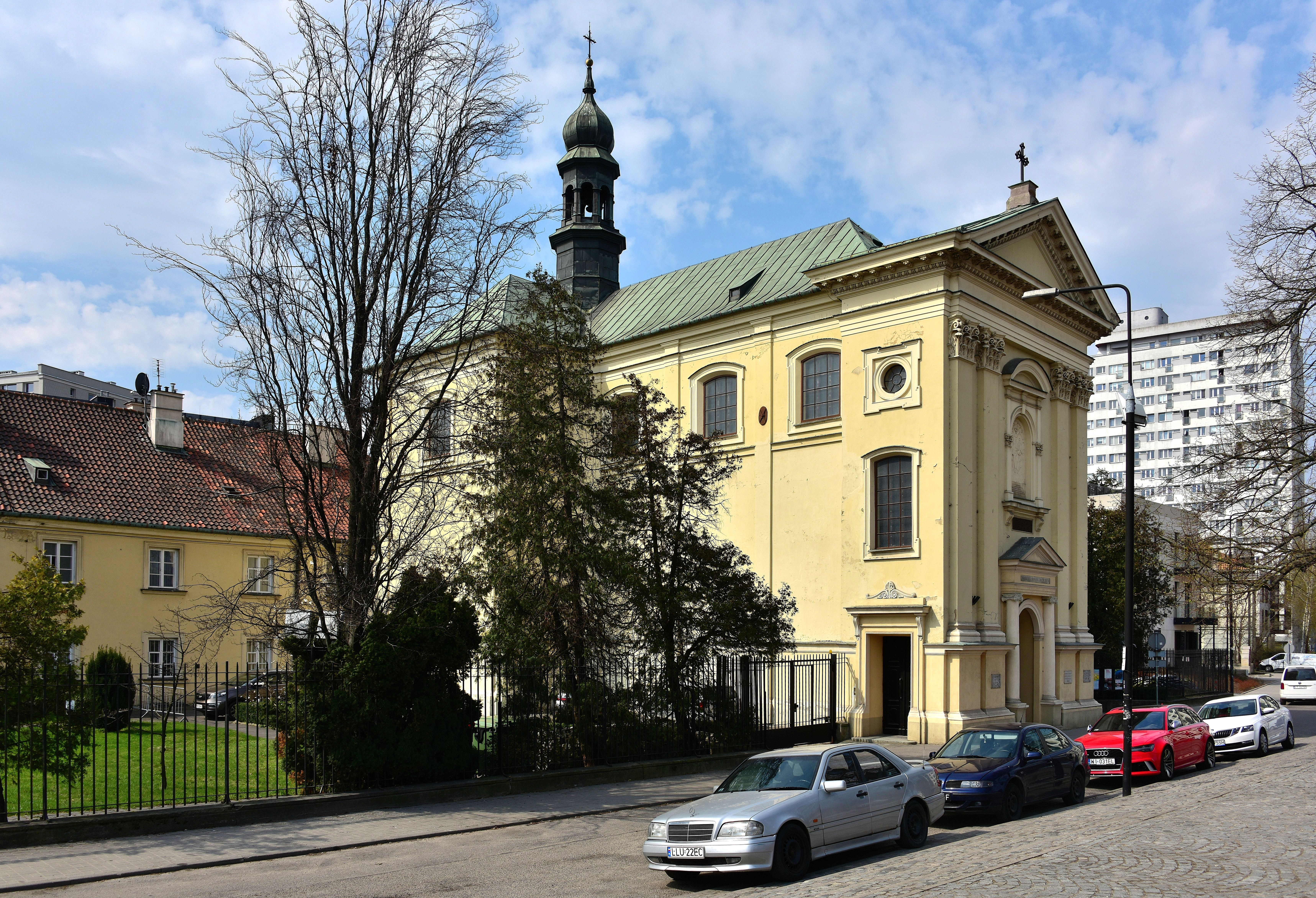
Kościół św. Trójcy

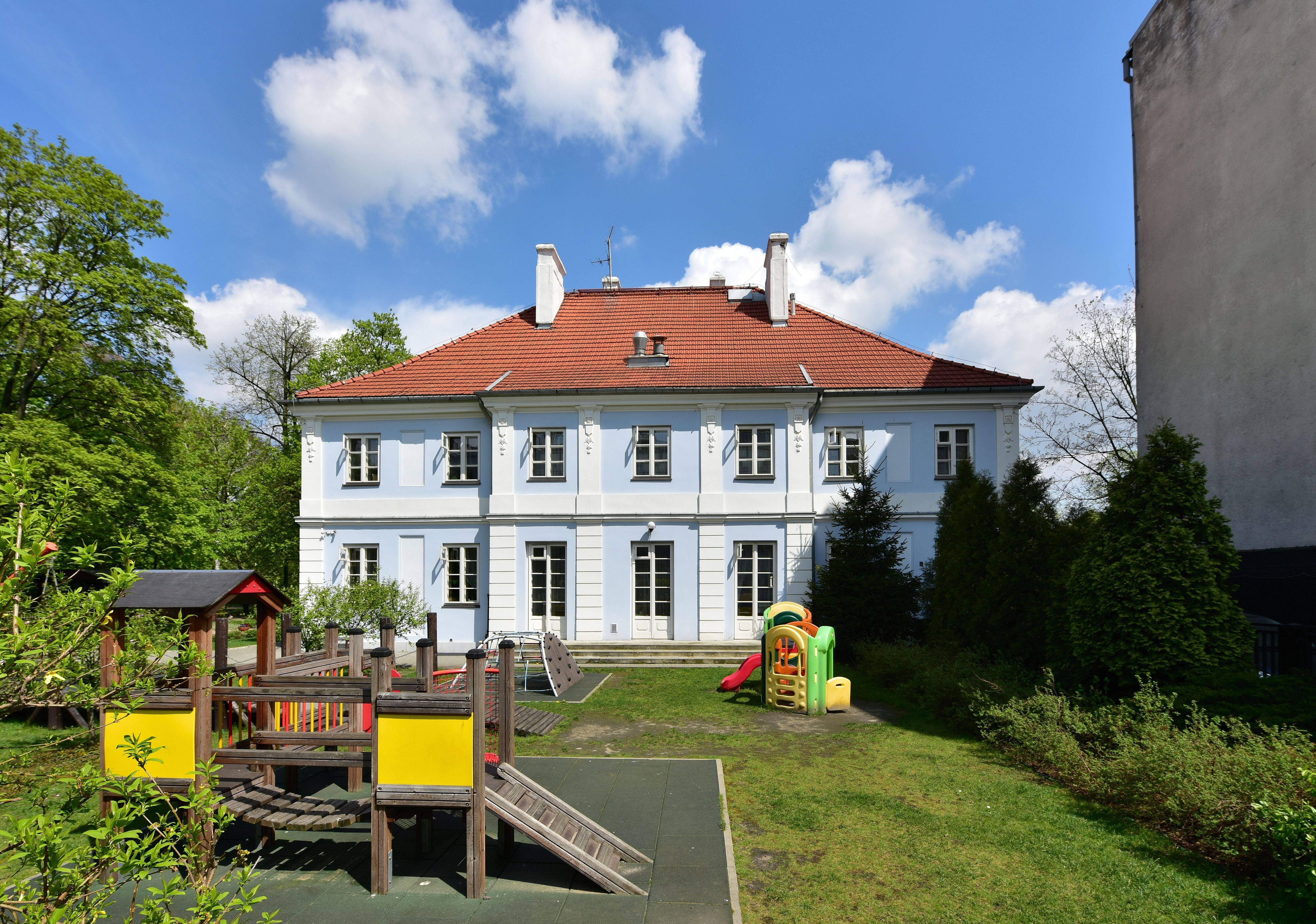
Pałac Symonowiczów

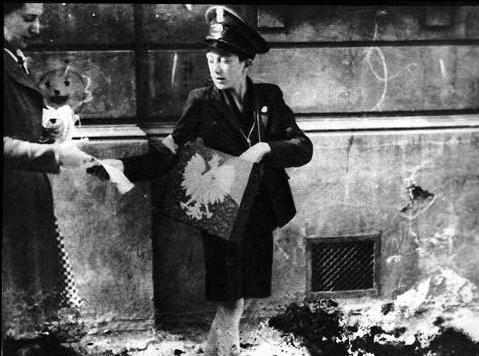
Harcerska Poczta Polowa na ul. Solec

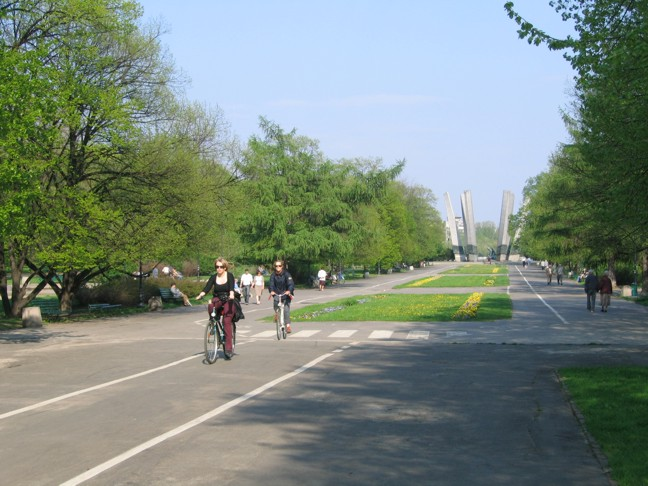
Park Marszałka Rydza-Śmigłego

Solec – dawna wieś, obecnie osiedle i obszar MSI w dzielnicy Śródmieście w Warszawie.
Granice Solca wyznaczają: wiadukt mostu średnicowego, park Marszałka Edwarda Rydza-Śmigłego, ul. Myśliwiecka, ul. Łazienkowska i brzeg Wisły.

## Historia
Po raz pierwszy Solec wymieniony został w dokumencie z 1381 roku, w którym wymieniony został cześnik rawski Goworek herbu Rawicz jako dotychczasowy jej właściciel, a następnie wymieniony został w 1382 roku gdzie książę Janusz I Starszy potwierdza darowanie Solca mieszczanom Starej Warszawy.
Wykopaliska archeologiczne i pisana historia tych terenów mówią, że na długo zanim powstała Warszawa, książęta mazowieccy wystawili gród w Jazdowie, by strzegł brodu pomiędzy Solcem a Kamionem. Pomiędzy grodem w Jazdowie i brodem przez rzekę, powstała przystań, a potem port rzeczny, w którym cumowały barki między innymi z solą, którą transportowano Wisłą z Wieliczki. W tym miejscu przecinały się lądowe szlaki handlowe wschód-zachód z wodnymi z południa na północ.

### Jurydyka Solec
Na miejscu wsi miasto Stara Warszawa założyło w 1675 roku jurydykę Solec, która otrzymała prawa miejskie. Centrum miasteczka stanowił rynek nazywany Soleckim, przy którym wzniesiono ratusz, a w 1698 roku zakon trynitarzy rozpoczął budowę kościoła Świętej Trójcy. Nieopodal dawnego rynku (będącego obecnie parkingiem) zachował się klasycystyczny Magazyn Solny, który jest jedną z nielicznych pozostałości dawnej zabudowy pełnej magazynów, spichlerzy i karczem flisackich. W 1708 Solec nawiedziła epidemia, w wyniku której zmarli wszyscy soleccy trynitarze, a w 1713 zniszczyła go powódź. W pierwszej połowie XVIII wieku jurydyka Solec liczyła około 5 000 mieszkańców. W roku 1762 zbudowano na Solcu pałac Symonowiczów. W 1770 roku na zlecenie marszałka Stanisława Lubomirskiego zaczęto sypać wał wokół miasta, który wyznaczył południową granicę Solca. Dzięki fundacji Ignacego Ogińskiego i jego żony w 1773 roku położono kamień węgielny pod budowę murowanego klasztoru trynitarzy, którego budowę zakończono przed 1790. W latach 1771–1772 Kazimierz Poniatowski (brat króla) według projektu Szymona Bogumiła Zuga zbudował pałac (w miejscu dzisiejszego ośrodka sportowego przy ulicy Solec), a następnie w latach 1776–1779 wg projektu tego samego architekta ogród zwany „Na Książęcem” z romantycznymi ruinami, minaretem i tzw. Elizeum. W 1783 pałac przy ulicy Solec stał się własnością Aleksandra Sapiehy. W 1784 przy ulicy Solec usytuowanych było 6 browarów, żupa królewska, 22 magazyny, spichlerz, a na rzece stały 2 młyny wodne, tzw. pływaki. W końcu XVIII w. liczba budynków na Solcu doszła do 120. Pod koniec XVIII wieku miasteczko zostało włączone do Warszawy.

### Rozwój przemysłu
Po powodzi w 1813 roku i podjętych w wyniku tego pracach nad wzmocnieniem brzegu, zaczęto na Solcu lokalizować liczne zakłady przemysłowe. W 1817 założono rządową wytwórnię kobierców i tkanin wełnianych. W 1823 wybudowano fabrykę chemiczną Leona Hirschmana i Jana Kijewskiego; a po 1826 roku Łubieńscy wybudowali młyn parowy oraz uruchomiono drugi młyn zaopatrzony w walce stalowe. W 1827 wystawiono wielki browar Wojciecha Sommera. W 1830 ukończono budowę magazynu solnego z wielkim dźwigiem, zwanym windugą, służącym do wyładunku soli ze statków.
29 listopada 1830 podpalenie browaru Weissa na Solcu przez pchor. Wiktora Tylskiego było sygnałem do wybuchu powstania listopadowego. Browar Weissa znajdował się przy ul. Czerniakowskiej nr hipoteczny – nr taryfy 3001 (nieistniejący nr 189 we współczesnej numeracji ulic – 52°13′29,212″N 21°02′30,595″E/52,224781 21,041832).
W 1837 Piotr Steinkeller część młyna przebudował na olejarnię, tartak i fabrykę powozów. Młyn i zakłady przemysłowe z Wisłą połączyła pierwsza w mieście kolej konna, której tory przecinały ulicę Solec. Po 1840 po wschodniej stronie ulicy Solec urządzono rzeźnię działającą do ok. 1930 r. W 1847 roku hrabia Andrzej Zamoyski uruchomił na Solcu przystań i warsztaty żeglugi parowej (Port Czerniakowski). W 1854 spłonął młyn parowy, a w 1868 fabryka chemiczna. W 1854 bankier Jan Bloch wybudował na terenie zniszczonego młyna koszary (tzw. Koszary Blocha). W tym okresie zakłady Steinkellera przejęła spółka Stanisław Lilpop i Wilhelm Rau, rozbudowując je na dużą fabrykę produkującą wagony kolejowe, mosty, kotły i urządzenia dla wodociągów warszawskich.
W 1856 roku na terenie fabryki dywanów Geyzmera i Perksa Towarzystwo Oświetlenia Gazowego z Dessau ukończyło budowę pierwszej gazowni w Warszawie, która jako jedyna do 1888 roku dostarczała gaz mieszkańcom miasta. Zbiorniki gazowe były od tej pory charakterystycznym punktem panoramy Solca. Gazownię zamknięto w 1930 roku, a pamiątką po niej są dwa okrągłe nasypy po zbiornikach widoczne w Parku Porazińskiej od strony ul. Ludnej.
Około 1910 roku nad Solcem wybudowano wiadukt mostu Poniatowskiego, a do 1933 roku zbudowano wiadukt Kolei średnicowej. W tym czasie Solec administracyjnie wchodził w skład cyrkułu XIII (od 1916 roku Komisariatu XIII). W grudniu 1918 roku przez Solec zaczął kursować tramwaj, którego linia biegła przez ulice Książęcą, Ludną, Solec, Dobrą, a kolejna linia ulicą Książęcą i ulicą Czerniakowską. W tym okresie Solec miał charakter dzielnicy robotniczej, co zaczęło się nieco zmieniać na skutek budowy nowoczesnych modernistycznych domów m.in. wzdłuż południowej strony wiaduktu do mostu Poniatowskiego i wzdłuż ul. Ludnej, Okrąg i Rozbrat. Po 1935 roku przy ul. Ludnej 4 powstał funkcjonalistyczny budynek poczty. W 1933 ukończono budowę kościoła pw. Matki Bożej Częstochowskiej przy ul. Łazienkowskiej 14/16. W 1934 roku na rogu Czerniakowskiej zbudowano według projektu architektów Romualda Gutta i Józefa Jankowskiego biurowiec Zakładu Ubezpieczeń Społecznych (obecnie szpital im. prof. W. Orłowskiego). Nadal jednak wzdłuż Wisły od mostu Poniatowskiego do rejonu dzisiejszego Pomnika Sapera znajdowały się warsztaty i spichlerze często o korzeniach XVIII-wiecznych.
Przed II wojną światową Solec był jednym z 26 okręgów Warszawy, a jego granice wyznaczały aleja 3 Maja, Aleje Jerozolimskie, ulice Marszałkowska, Piusa XI (obecnie Piękna), Górnośląska, Czerniakowska na nieistniejącym obecnie odcinku w kierunku Fabrycznej, również nieistniejąca Mączna oraz brzeg Wisły. Solec zajmował powierzchnię 203 ha i był zamieszkany przez 56,4 tys. osób.

### Powstanie warszawskie
W czasie powstania warszawskiego w 1944 część Solca, położona na południe od wiaduktu mostu Poniatowskiego do ul. Łazienkowskiej, wchodząca w skład Obwodu I Śródmieście Armii Krajowej, była nazywana Czerniakowem, Powiślem Czerniakowskim lub Górnym Czerniakowem.
Między 12 a 23 września 1944 roku na Solcu (określanym też podczas powstania jako „Czerniaków” lub „Powiśle czerniakowskie”) prowadzono jedne z najcięższych walk podczas powstania warszawskiego. Po upadku części Powiśla położonej na północ od linii kolejowej, linia frontu przebiegała początkowo wzdłuż ulic Ludnej, Rozbrat do Górnośląskiej i Łazienkowskiej. Po stronie niemieckiej walczyły oddziały, których trzon stanowiły 36 Dywizja Grenadierów SS Dirlewanger i oddziały Rodewald, Schmidt i Schaper, a po stronie polskiej żołnierze Zgrupowania „Kryska” (w rejonie ul. Zagórnej) podzielone na bataliony „Tum” i „Tur”, Zgrupowania „Radosław” podzielonego na Brygadę „Broda 53” w skład którego wchodziły m.in. batalion „Zośka” (Wilanowska), batalion „Parasol” (Okrąg, Ludna, Solec), batalion „Czata 49” (Rozbrat) oraz dwa baony 9. pułku piechoty 3 Dywizji Piechoty 1 Armii Wojska Polskiego. W dniu 13 września na skutek zdobycia przez Niemców Szpitala św. Łazarza na tyłach Muzeum Narodowego, dzielnica odcięta została od Śródmieścia. Niemcy zdobywają pocztę na Ludnej i teren gazowni. W dniach 14–15 września ciężkie walki w rejonie Okrąg, Ludnej i Solca dziesiątkują obsadzające ten teren plutony „Parasol”. W dniu 14 września ppłk. „Radosław” w meldunku napisanym z kwatery przy Okrąg 2 przekazuje dowództwu, że pozostało mu już tylko 150 ludzi z 10 nabojami na karabin. 15 września powstańcy tracą domy Książęca 1–5, ale pluton Brody odbija poprzednio utracone kamienice przy Czerniakowskiej 210, 208 i 204. Nad ranem 16 września, gdy żołnierze AK stłoczeni byli w czworoboku ulic Wilanowska, Solec, Zagórna, Czerniakowska, przez Wisłę przeprawiło się z brzegu praskiego 420 żołnierzy I baonu z 9. pułku piechoty 3 Dywizji Piechoty 1 Armii WP. W nocy z 16–17 września powstańcom zza Wisły przyszedł z pomocą III baon 9. pp w sile około 450 ludzi i 5 dział z szefem sztabu tego pułku mjr. Stanisławem Łatyszonkiem, który objął dowództwo nad całością przeprawionych sił.
W dniu 18 września 1944 Niemcy od ul. Ludnej wchodzą na tyły domów 18/20, 22, 24 i Okrąg 2a. Bronią się domy Wilanowska 12–14. W dniu 19 września 1944 pali się szpital przy Okrąg 4. Wykrwawiony baon „Zośka” opuszcza zniszczony przez „Goliaty” dom przy Okrąg 2, jednak pod wieczór budynek zdobywają ponownie powstańcy. Polacy bronią się w domach na ul. Solec 41, 43 i 27, Okręgach 2a, 6 i 8, w gmachu PKO, w domach przy ulicy Wilanowskiej 24, 22, 20/18, 12/14 oraz po przeciwnej stronie tej ulicy w domach 1–5, na odcinku ulicy do Zagórnej. 20 września wszystkie pozycje są utrzymane, jednak powstańcy mają coraz mniej amunicji i ponoszą ciężkie straty. 21 września Niemcom udało się zdobyć domy przy Wilanowskiej 3/5, 6 i 4. Dochodzi do wymordowania przez Niemców pacjentów szpitala powstańczego. W dniu 20 września „Radosław” wydaje rozkaz odwrotu powstańców kanałami na Mokotów, jednak do części żołnierzy rozkaz nie dociera i do kanałów schodzi ok. 200 żołnierzy, natomiast reszta, w tym bataliony „Zośka” i „Miotła”, nadal prowadzą rozpaczliwą obronę. W polskich rękach pozostały tylko dwie zniszczone bombami kamienice przy ulicach Wilanowskiej 1 i Solec 53 oraz 200-metrowy odcinek wybrzeża z zatopionym częściowo statkiem „Bajka”. Zacięte walki prowadzone są do 22 września 1944, gdy wobec braku amunicji resztka baonu „Zośka” opuszcza dom przy Wilanowskiej 1 i przeprawia się na praski brzeg, a pozostali przy życiu żołnierze „Brody 53” i LWP mjr. Łatyszonka próbują przedrzeć się do Śródmieścia przez pozycje niemieckie, co udaje się jedynie pięciu żołnierzom. W godzinach porannych 23 września Niemcy opanowali ostatnie bastiony polskiej obrony na Powiślu Czerniakowskim – domy przy ulicach Wilanowskiej 1 i Solec 53, a następnie dokonują licznych mordów na ludności cywilnej, a przy składach „Społem” wieszają kilkudziesięciu żołnierzy zgrupowania AK „Kryska”, a także ich kapelana – księdza „Rudego”. Ten sam los spotyka wzięte do niewoli łączniczki i sanitariuszki z „Zośki” i „Parasola”, które zostają powieszone na terenie Fabryki Farb.

### PRL
Po II wojnie światowej zaczęto usuwać przemysłowy charakter dzielnicy. Odbudowano kościół i pałacyk Szymonowica, a na terenie zakładów przemysłowych na południe od ul. Wilanowskiej urządzono socrealistyczny park (obecny Park Rydza-Śmigłego).
W latach 1954–1955 powstała modernistyczna dolna stacja dworca PKP Warszawa Powiśle. W 1957 roku dawny biurowiec ZUS przebudowano na Szpital Kliniczny im. prof. Orłowskiego. W październiku 1960 roku przez Solec przejechał ostatni tramwaj.
W 1963 roku rozpoczęto budowę osiedla Ludna według projektu Zygmunta Stępińskiego. W 1965 roku zaprzestała działalności stocznia rzeczna w porcie Czerniakowskim. W latach 1965–1973 w południowej części Solca zbudowano osiedle Torwar według projektu koncepcyjnego Oskara Hansena. W tym okresie przy ul. Solec powstało także osiedle Powiśle. Od 1973 roku w budynku przy ul. Solec 24 mieści się Muzeum Azji i Pacyfiku. W 1975 roku w parku odsłonięto Pomnik Chwała Saperom. W 1978 roku w tej dzielnicy nakręcono wiele scen w filmie Stanisława Barei Co mi zrobisz, jak mnie złapiesz.

### Czasy współczesne
Po 2006 roku tereny Solca są przedmiotem zainteresowania deweloperów, którzy z powodu bliskości centrum miasta, rzeki, licznych terenów zielonych lokalizują tu wiele nowych inwestycji o podwyższonym standardzie. W 2006 roku przy ul. Kruczkowskiego powstały Osiedle Patria oraz budynek Śniegockiej Residence, a w 2007 roku apartamentowiec przy ul. Wilanowskiej projektu prof. Stefana Kuryłowicza. W 2012 roku przy ul. Solec ukończono budowę budynku „Pacific Residence”. W 2014 roku przy ul. Kruczkowskiego 2 ukończono budowę zespołu mieszkalnego Apartamenty Na Powiślu projektu APA Kuryłowicz oraz biurowca Polskiej Spółki Gazownictwa. W 2014 roku wykonano na odcinku soleckim remont bulwarów nad Wisłą. W 2015 roku rozpoczęto nad Wisłą budowę biurowca The Tides, w maju 2015 r. Solec Residence przy ul. Solec 18/20, a w grudniu tego samego roku nowych budynków mieszkalnych SBM Torwar przy ul. Solec.

## Galeria

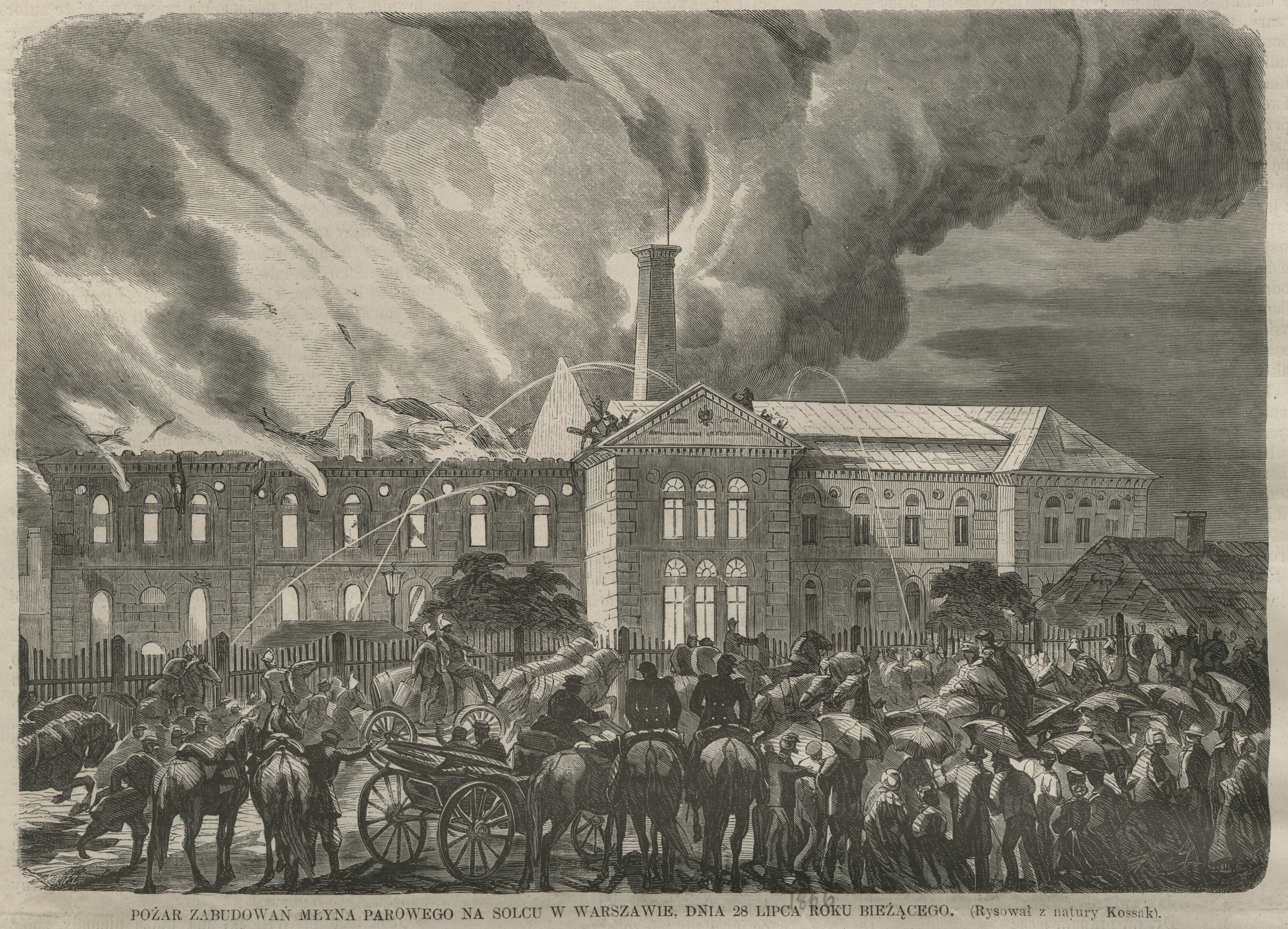
Pożar młyna parowego na Solcu w 1866 roku
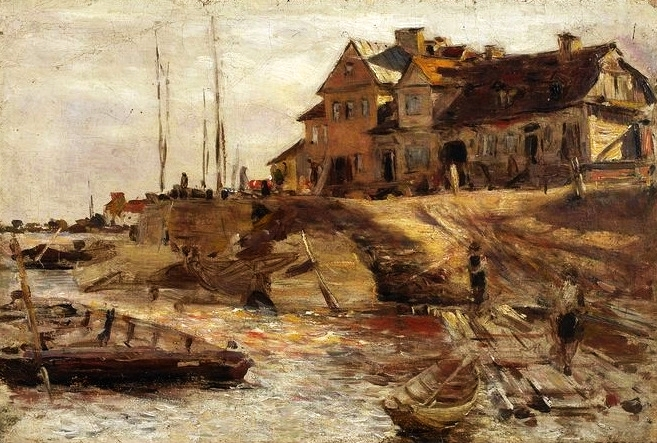
Budynki przy ul. Solec 43 i 41 na obrazie A.Gierymskiego z ok. 1883 roku
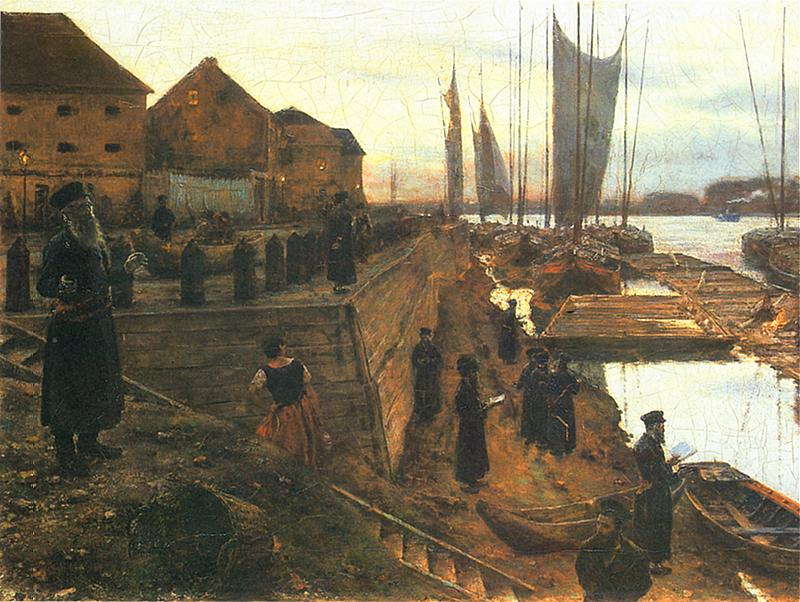
Solec ok. 1890 – M.Gierymski, 1890
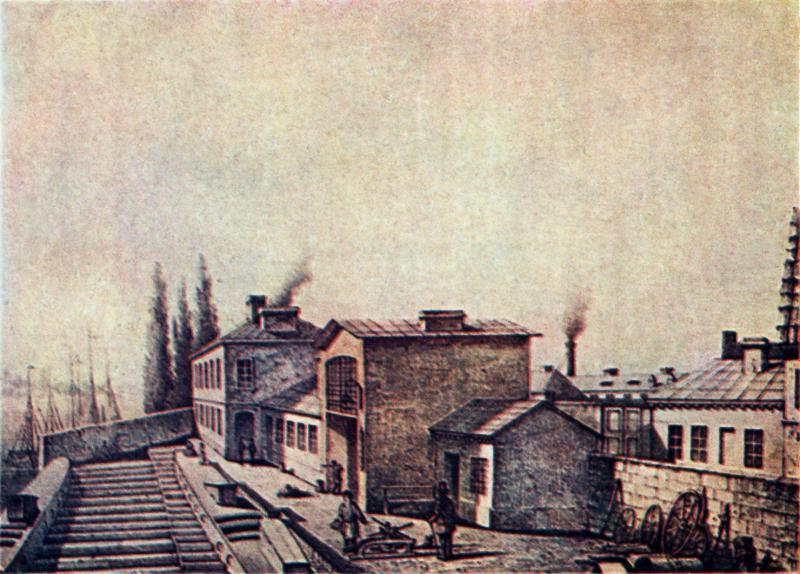
Zakłady żeglugi parowej na Solcu
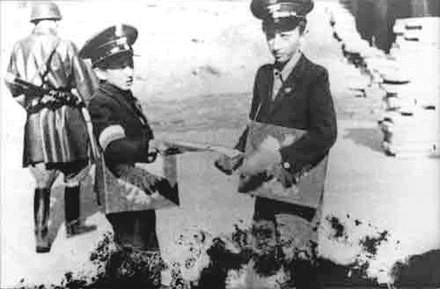
ul. Solec 2, Chłopiec z pocztą w czasie powstania
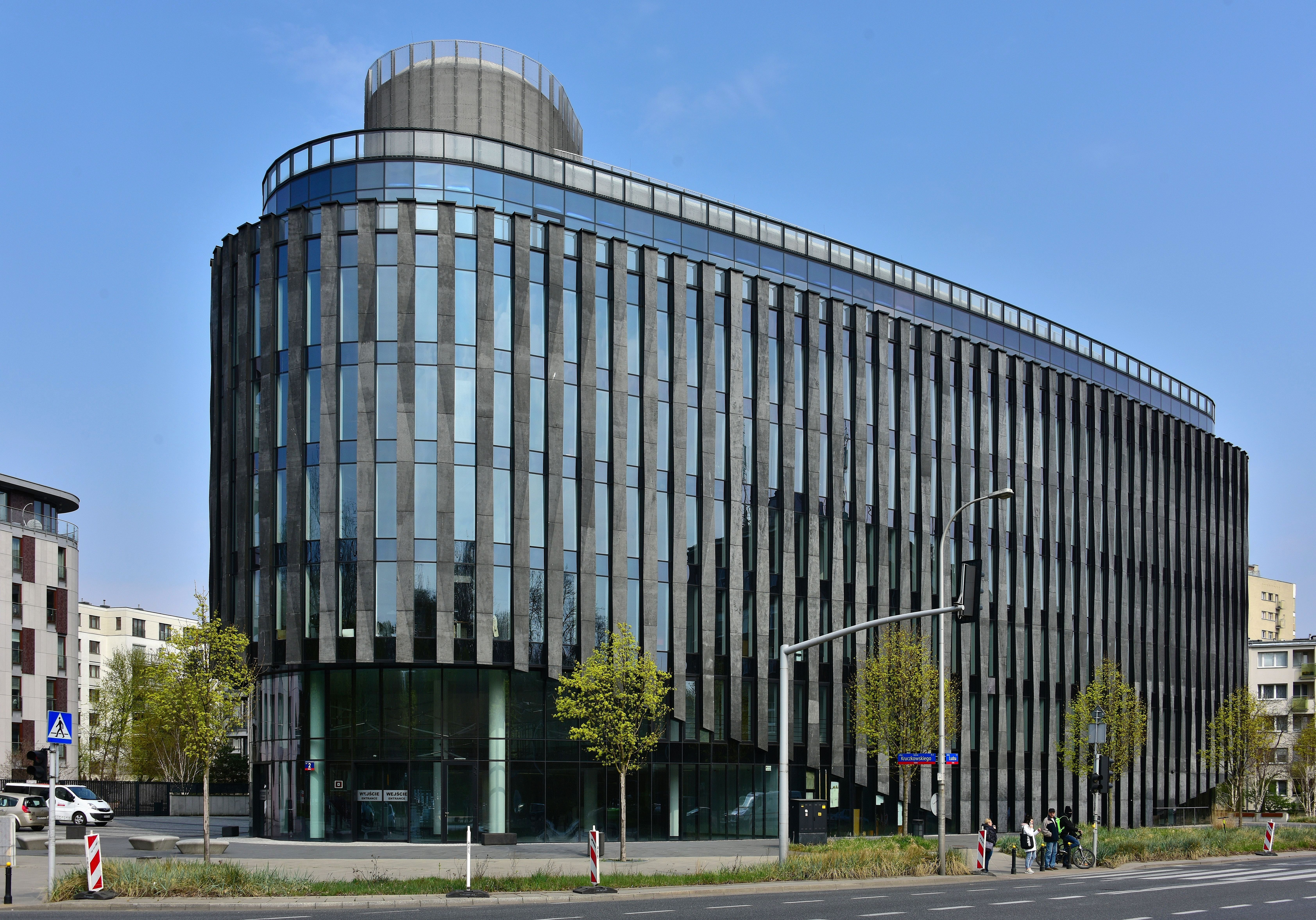
Biurowiec Powiśle Park, ul. Kruczkowskiego 2